# Lépin-le-Lac
Lépin-le-Lac este o comună în departamentul Savoie din sud-estul Franței. În 2009 avea o populație de 407 de locuitori.

## Evoluția populației
| An        | 1975 | 1982 | 1990 | 1999 | 2006 | 2009 |
| --------- | ---- | ---- | ---- | ---- | ---- | ---- |
| Populație | 190  | 191  | 255  | 282  | 358  | 407  |